# 小奇鱗魮
小奇鱗魮（学名：Barbus microterolepis）為輻鰭魚綱鯉形目鯉科的其中一個種。該物種於1902年由乔治·亚伯特·布兰洁描述，原分布於非洲衣索比亞Maki河，Zwai湖流域，體長可達11.8公分。

## 扩展阅读
維基物種上的相關：小奇鱗魮